# Конституційний суд
Конституційний суд (у деяких країнах Уста́вний суд, або Конституційний трибуна́л) — орган судової влади в механізмі державної влади, на який покладається правова охорона конституції відповідної держави.
Предметом діяльності конституційних судів, перш за все, є перевірка відповідності правових актів конституції. Крім того, конституційний суд може виконувати інші функції.
Конституційний суд відрізняється від інших органів конституційного контролю (таких як конституційні ради) як правило тим, що використовує змагальну і гласну процедуру розгляду справ. Тобто конституційний суд вирішує питання на засадах саме судочинства, а не як адміністративний орган.
У федеративній державі окремі суб'єкти федерації (наприклад, у Німеччині, РФ) можуть мати власні конституційні суди.

## Виникнення конституційних судів

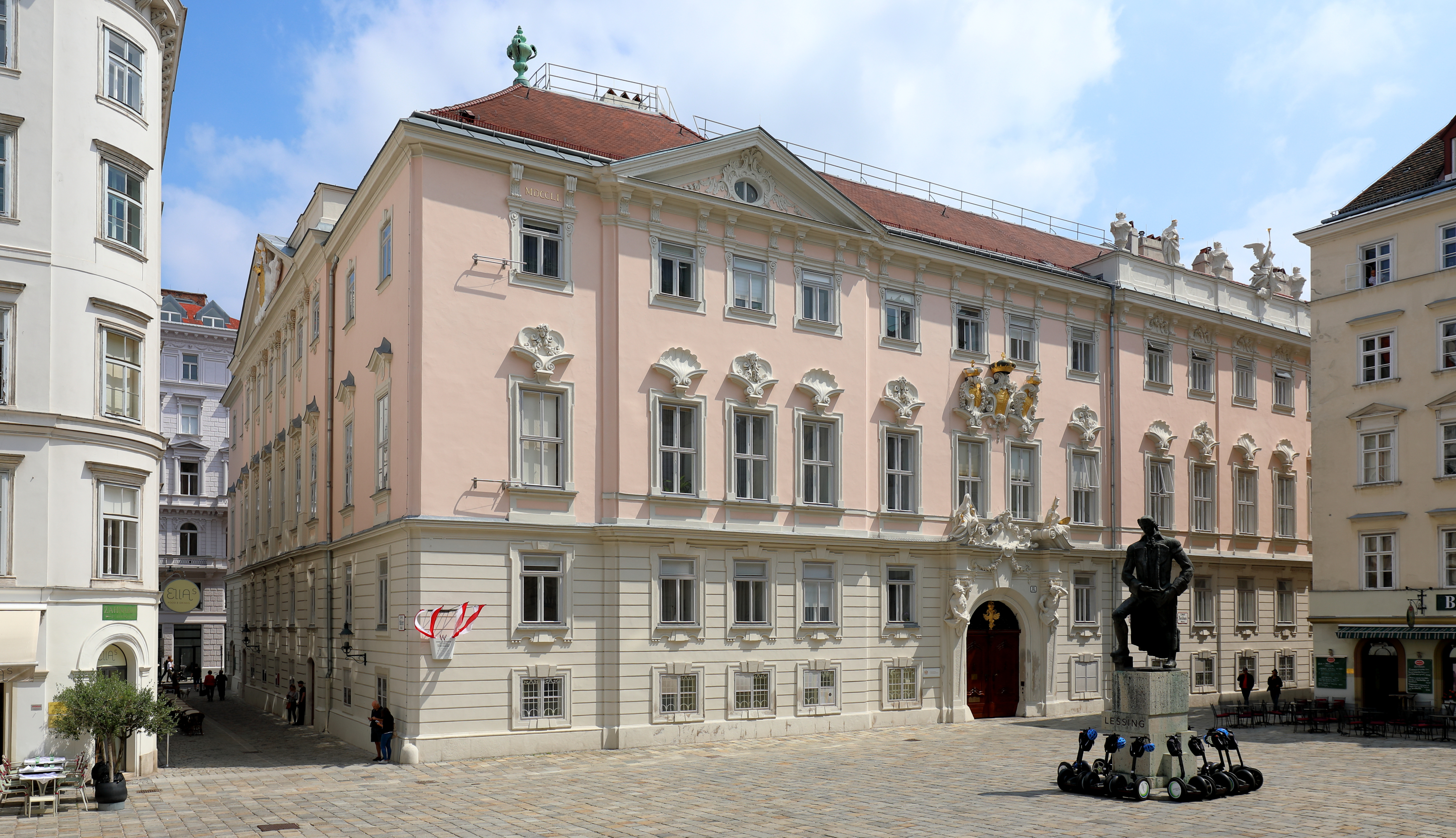
Конституційний суд Австрії

Конституційні суди як специфічні органи державної влади характерні для «австрійського» відгалуження романо-германської (європейської) моделі конституційного судочинства.
Ідея конституційного суду належить австрійському юристу Гансу Кельзену, творцеві «чистої теорії права» (нім. Reine Rechtslehre). Перший у світі Конституційний суд Австрії заснований у 1920 році, через два роки після розпаду Австро-Угорщини та виникнення Австрійської республіки. Тому система, в якій діє конституційний суд, наділений спеціальною юрисдикцією, дістала назву «австрійської».
Федеральний Конституційний суд Німеччини вперше передбачений Основним Законом ФРН у 1949 році, був сформований у 1951 році. Цей орган став першим конституційним судом, створеним у післявоєнній Європі.

## Компетенція конституційних судів
Предметом компетенції конституційних судів є:
- перевірка конституційності законів та інших нормативно-правових актів
- перевірка конституційності міжнародних договорів
- вирішення компетенційних спорів
- захист прав і свобод людини і громадянина в окремих випадках
- перевірка конституційності проведення референдумів і виборів, здійснення права народної ініціативи
- конституційний контроль судових процедур у випадку порушення конституції главою держави
- перевірка конституційності організації та діяльності політичних партій і громадських об'єднань
- тлумачення конституції[5].

В окремих державах конституційні суди наділені й іншими повноваженнями:
- розгляд справ з перевірки дієздатності глави держави та інших вищих посадових осіб держави (Вірменія, Болгарія, Литва, Молдова, Португалія, Румунія, Хорватія, Кіпр, Алжир);
- розгляд конституційних скарг автономних утворень на незаконне втручання держави в їх діяльність (Чехія, ФРН, Швейцарія). У федеративній державі, зокрема, конституційний суд може вирішувати спори про компетенцію не тільки між федеральними органами державної влади, а й між федеральними органами державної влади та органами державної влади суб'єктів федерації (Австрія, Бельгія, Іспанія, Португалія, ФРН, Швейцарія)[6].

Внутрішні питання організації діяльності конституційних судів регулюються регламентами, що затверджуються цими судами.

## Конституційний Суд України

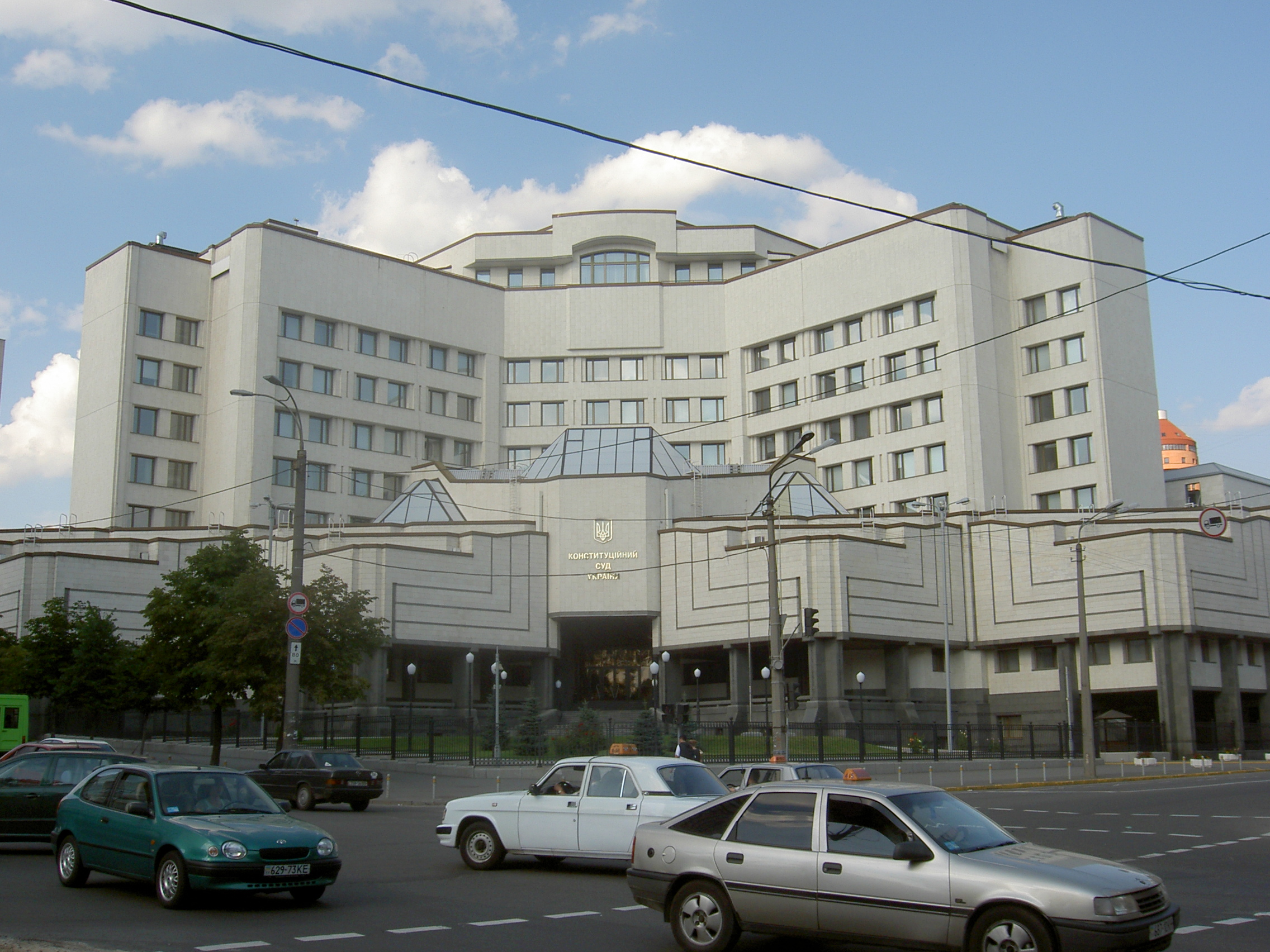
Будівля Конституційного Суду України

### Історія формування Конституційного Суду України
Для вітчизняної конституційної теорії та практики спеціальні органи захисту Конституції були практично невідомі до 1990-х. Правова охорона українських радянських конституцій покладалася на вищі органи державної влади та управління, які здійснювали дві основні функції — контроль за дотриманням радянських конституцій і забезпечення відповідності конституцій радянських союзних республік Конституції СРСР.
Спробу формування постійно діючого державного органу правового захисту конституції в колишньому СРСР прийнято пов'язувати з прийняттям 1 грудня 1988 року Закону СРСР «Про зміни і доповнення Конституції (Основного закону) СРСР», який передбачав створення Комітету конституційного нагляду СРСР. Наглядові та контрольні повноваження цього спеціалізованого органу правового захисту радянської конституції закріплювалося в Законі СРСР «Про конституційний нагляд в СРСР». Але цей Комітет не можна вважати органам конституційної юстиції, адже він існував як своєрідний «додаток» до З'їзду народних депутатів СРСР, який і вирішував основні питання конституційного нагляду і контролю в СРСР. До того ж розпад колишнього СРСР не дав можливості еволюціонувати Комітету конституційного нагляду СРСР у повноцінний самостійний постійно діючий орган конституційної юстиції.
В Україні за радянської доби так і не був сформований Комітет конституційного нагляду УРСР, передбачений статтею 112 Конституції УРСР 1978 року, після внесення до неї змін 27 жовтня 1989 р.. Натомість після внесення змін до статті 112 Конституції УРСР у 1990 році передбачалося формування більш прогресивного органу — Конституційного Суду УРСР, склад якого мав обиратися Верховною Радою УРСР. Проте і цей орган не розпочинав діяльності.
Лише після здобуття Україною незалежності в 1991 році з'явилась можливість розпочати формування спеціалізованого органу правового захисту Конституції України — Конституційного Суду України. 3 липня 1992 року Верховна Рада України прийняла Закон України «Про Конституційний Суд України», який визначив порядок формування і основні функції цього органу конституційної юстиції незалежної України.
Утім діяльність Конституційного Суду України в період 1992–1996 років була малоефективною з огляду на те, що Верховна Рада України обмежилася лише призначенням першого Голови Конституційного Суду України Л. П. Юзькова. Спроби обрати Верховною Радою України заступника Голови Конституційного Суду України та суддів Конституційного Суду України були безуспішними.
У той час основні функції щодо правового захисту Конституції України здійснювалися Президентом України і Верховною Радою України.
Після прийняття 28 червня 1996 року нині чинної Конституції України, що чітко визначила систему правового захисту Основного Закону, було прийнято новий Закон України «Про Конституційний Суд України» від 16 жовтня 1996 року, який і поклав початок реальної діяльності цього єдиного органу конституційної юстиції в Україні.

### Засади правового статусу Конституційного Суду України

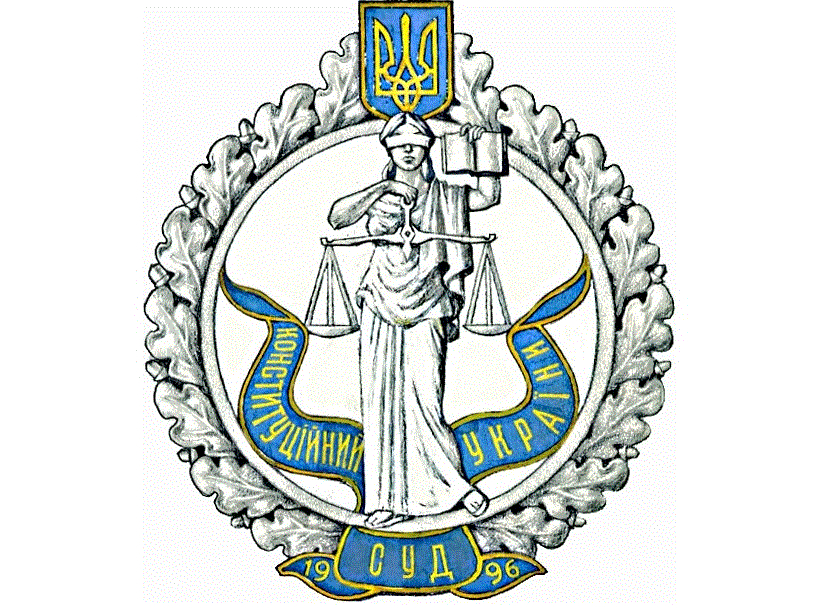
Емблема Конституційного Суду України

Згідно розділу XII Конституції України та відповідного Закону, Конституційний Суд України є єдиним органом конституційної юрисдикції в Україні.
Завданням Конституційного Суду України є гарантування верховенства Конституції України як Основного Закону держави на всій території України.
Конституційний Суд України приймає рішення та дає висновки у справах щодо:
1. конституційності законів та інших правових актів Верховної Ради України, актів Президента України, актів Кабінету Міністрів України, правових актів Верховної Ради Автономної Республіки Крим;
2. відповідності Конституції України чинних міжнародних договорів України або тих міжнародних договорів, що вносяться до Верховної Ради України для надання згоди на їх обов'язковість;
3. додержання конституційної процедури розслідування і розгляду справи про усунення Президента України з поста в порядку імпічменту в межах, визначених статтями 111 та 151 Конституції України;
4. офіційного тлумачення Конституції та законів України;
5. відповідності проекту закону про внесення змін до Конституції України вимогам статей 157 і 158 Конституції України;
6. порушення Верховною Радою Автономної Республіки Крим Конституції України або законів України.

Конституційний Суд України складається з вісімнадцяти суддів. Президент України, Верховна Рада України та з'їзд суддів України призначають по шість суддів.
Суддя Конституційного Суду України призначається на дев'ять років без права бути призначеним на повторний строк.

## Країни з конституційними судами (вибірковий список)
- Австрія
- Азербайджан
- Ангола
- Андорра
- Бахрейн
- Бельгія
- Бенін
- Білорусь
- Болгарія
- Болівія
- Боснія і Герцеговина
- Бурунді
- Вірменія
- Габон
- Гватемала
- Грузія
- Домініканська Республіка
- ДР Конго
- Еквадор
- Єгипет
- Індонезія
- Іспанія
- Італія
- Кабо-Верде
- Кіпр
- Колумбія
- Комори
- Кувейт
- Латвія
- Литва
- Люксембург
- Македонія
- Малі
- Мальта[13]
- Молдова
- Монголія
- М'янма
- Нігер
- Німеччина
- ПАР
- Перу
- Південна Корея
- Польща
- Португалія
- Росія
- Руанда
- Румунія
- Сербія
- Сирія
- Словаччина
- Словенія
- Судан
- Таджикистан
- Таїланд
- Танзанія
- Того
- Туреччина
- Угорщина
- Узбекистан
- Україна
- Хорватія
- ЦАР
- Чехія
- Чилі
- Чорногорія